# Haus Wylack
Das Haus Wylack (auch Haus Wylacken, Haus Wilaken) war ein spätmittelalterlicher Gutshof, der nördlich der Stadtmauern der niederrheinischen Hansestadt Wesel lag.

## Lage und Gebäude
Der Gutshof bestand aus mehreren zusammenhängenden Gebäuden, die einen Innenhof umschlossen. Außen war der Komplex von einem Wassergraben umgeben und besaß eine Zugbrücke als Zugang. Auf der Ostseite befanden sich die Haupt-, auf der Westseite die Nebengebäude, darunter z. B. ein Pferdestall. Das Haus Wylack lag nördlich der Stadtmauern in der mittelalterlichen Vorstadt Steinweg. Die Vorstadt lag vor dem Steintor (niederfränkisch Steenport), welches etwa an der Stelle des heutigen Amtsgerichts Wesel stand. Der Gutshof war das prägende Gebäude der Vorstadt und lag etwas nördlich des erst weit später angelegten Nordglacis im Bereich der heutigen Wylackstraße, welche nach ihm benannt wurde.

## Geschichte
Das Haus Wylack wurde 1325 erstmals erwähnt und war damals im Besitz eines Adligen aus Ringenberg. 1341 ging es in den Besitz von zwei Weseler Bürgern über, die es um 1350 an ihren Verwandten Adolf von Wylacken weitergaben. Dieser gab der Anlage ihren gebräuchlichen Namen. Es war das prägende Gebäude der Vorstadt Steinweg, bis 1587 durch den Weseler Stadtrat seine Zerstörung angeordnet wurde. Ebenso wurden das Kloster Oberndorf mit seiner umliegenden Vorstadt, die Vorstadt Lew und die das Haus Wylack umgebende Vorstadt Steinweg zerstört. Dies geschah aus der Befürchtung, potenzielle Angreifer hätten im bisher bebauten Umfeld der Stadt gute Gelegenheiten, sich zu verschanzen. Bevor das Haus Wylack 1587 zerstört wurde, wurde es exakt vermessen und auf Zeichnungen festgehalten.